# Cyrtandra heteronema
Cyrtandra heteronema là một loài thực vật có hoa trong họ Tai voi. Loài này được G.W.Gillett mô tả khoa học đầu tiên năm 1975.